# Quercus demareei
Quercus demareei är en bokväxtart som beskrevs av William Willard Ashe. Quercus demareei ingår i släktet ekar, och familjen bokväxter. Inga underarter finns listade.